# Wiegershof

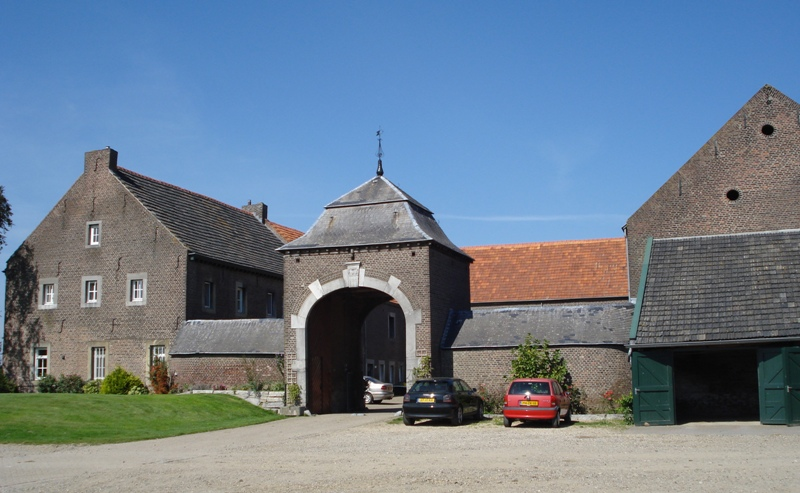
Wiegershof

De Wiegershof is een historische hoeve, gelegen aan Wiegershof 1 te Borgharen in de Nederlandse gemeente Maastricht.
Het betreft een gesloten hoeve die oorspronkelijk omgracht was en al in de zeventiende eeuw bestond. De huidige boerderij is uit 1793 en werd ontworpen door Mathias Soiron. Charles-Servais de Rosen, toenmalig bewoner van het nabije kasteel Borgharen, was de opdrachtgever. Op de interactieve HisGiS-kaart is te zien dat ook in 1842 het kasteel, de Wiegershof en vrijwel alle landerijen rondom eigendom waren van baron Charles Hyacinthe de Rosen.
Het rechthoekig binnenplein wordt betreden door een poortgebouw met mansardetentdak, dat geflankeerd wordt door lage gebouwtjes. Links daarvan is het woonhuis en rechts een schuur uit de eerste helft van de achttiende eeuw. De schuur aan de noordzijde is 19e-eeuws. De poort toont de wapenschilden van de families De Rosen en Van Buel.
De boerderij is geklasseerd als rijksmonument.